# David Cross (musiker)
 Der er flere personer med dette navn, se David Cross.
David Cross (født 23. april 1949) er britisk elektrisk violinist og mest kendt for at spille i den progressive rockgruppe King Crimson i 1970'erne (især på Larks' Tongues in Aspic, Starless and Bible Black og Red). Han spiller også tangenter og mellotron.
Siden 1990'erne har han haft sin egen gruppe og skriver ofte sammen med bassisten Mick Paul. Tidligere og nuværende medlemmer af King Crimson, John Wetton, Robert Fripp, Richard Palmer-James og Peter Sinfield har alle gæsteoptrådt på hans soloprojekter. Cross har udgivet Testing to Destruction og Closer Than Skin.